# ブランドン・ブレナン
ブランドン・ショーン・マイケル・ブレナン（Brandon Sean Michael Brennan, 1991年7月26日 - ）は、 アメリカ合衆国カリフォルニア州ミッションビエホ出身のプロ野球選手（投手）。右投右打。

## 経歴

### プロ入り前
2010年のMLBドラフト40巡目（全体1220位）でコロラド・ロッキーズから指名されたが、この時は契約せずにオレゴン大学へ進学した。

### プロ入りとホワイトソックス傘下時代
2012年のMLBドラフト4巡目（全体141位）でシカゴ・ホワイトソックスから指名され、プロ入り。契約後、傘下のパイオニアリーグのルーキー級グレートフォールズ・ボイジャーズでプロデビューし、14試合（先発7試合）に登板して3勝2敗、防御率4.34、31奪三振を記録した。
2013年はA級カナポリス・インティミディターズでプレーし、15試合に先発登板して4勝9敗、防御率5.53、54奪三振を記録した。
2014年はルーキー級グレートフォールズ、A級カナポリス、A+級ウィンストン＝セイラム・ダッシュでプレーし、3球団合計で14試合に先発登板して5勝1敗、防御率2.91、49奪三振を記録した。
2015年はA+級ウィンストン・セイラムでプレーし、12試合に先発登板して3勝4敗、防御率3.55、39奪三振を記録した。オフにはアリゾナ・フォールリーグに参加し、グレンデール・デザートドッグスに所属した。11月20日にはルール・ファイブ・ドラフトでの流出を防ぐために40人枠入りした。
2016年はA+級ウィンストン・セイラムとAA級バーミングハム・バロンズでプレーし、2球団合計で31試合（先発15試合）に登板して3勝12敗、防御率6.79、78奪三振を記録した。オフの11月18日に40人枠外となった。
2017年はAA級バーミングハムとAAA級シャーロット・ナイツでプレーし、2球団合計で42試合に登板して2勝2敗15セーブ、防御率4.68、55奪三振を記録した。
2018年もAA級バーミングハムとAAA級シャーロットでプレーし、2球団合計で44試合に登板して5勝4敗1セーブ、防御率3.25、79奪三振を記録した。オフの11月2日にFAとなった。

### マリナーズ時代
2018年11月13日にロッキーズとマイナー契約を結んだが、12月13日にルール・ファイブ・ドラフトでシアトル・マリナーズから指名され、移籍した。
2019年はメジャーの開幕ロースター入りし、MLB日本開幕戦のメンバーとして訪日している。3月21日の東京ドームでのオークランド・アスレチックス戦でメジャーデビューを果たした。メジャー初年度は中継ぎとして44試合に登板した。
2021年4月28日にジェイコブ・ノッティンガムの加入に伴い、DFAとなった。

### レッドソックス時代
2021年5月3日にウェイバー公示を経てボストン・レッドソックスへ移籍した。6月13日にDFAとなり、16日に傘下のAAA級ウースター・レッドソックスへ配属された。9月13日に自由契約となった。

### ブレーブス傘下時代
2022年3月10日にアトランタ・ブレーブスとマイナー契約を結んだ。開幕後はAAA級グウィネット・ストライパーズに配属されたが、7月7日に自由契約となった。

### メキシカンリーグ時代
2022年7月14日にメキシカンリーグのドスラレドス・オウルズと契約した。

### 富邦時代
2024年1月26日、台湾プロ野球の富邦ガーディアンズと契約した。
しかし、負傷のため7月26日に支配下選手登録を抹消され、8月3日に自由契約公示された。

## 詳細情報

### 年度別投手成績
| 年 度    | 球 団    | 登 板 | 先 発 | 完 投 | 完 封 | 無 四 球 | 勝 利 | 敗 戦 | セ 丨 ブ | ホ 丨 ル ド | 勝 率 | 打 者 | 投 球 回 | 被 安 打 | 被 本 塁 打 | 与 四 球 | 敬 遠 | 与 死 球 | 奪 三 振 | 暴 投 | ボ 丨 ク | 失 点 | 自 責 点 | 防 御 率 | W H I P |
| -------- | -------- | ----- | ----- | ----- | ----- | -------- | ----- | ----- | -------- | ----------- | ----- | ----- | -------- | -------- | ----------- | -------- | ----- | -------- | -------- | ----- | -------- | ----- | -------- | -------- | ------- |
| 2019     | SEA      | 44    | 0     | 0     | 0     | 0        | 3     | 6     | 0        | 8           | .333  | 196   | 47.1     | 34       | 6           | 24       | 4     | 0        | 47       | 6     | 0        | 25    | 24       | 4.56     | 1.23    |
| 2020     | SEA      | 5     | 0     | 0     | 0     | 0        | 0     | 0     | 0        | 0           | ----  | 33    | 7.1      | 7        | 2           | 5        | 1     | 0        | 7        | 0     | 0        | 3     | 3        | 3.68     | 1.64    |
| 2021     | BOS      | 1     | 0     | 0     | 0     | 0        | 0     | 0     | 0        | 0           | ----  | 11    | 3.0      | 3        | 0           | 2        | 0     | 0        | 1        | 0     | 0        | 0     | 0        | 0.00     | 1.67    |
| MLB：3年 | MLB：3年 | 50    | 0     | 0     | 0     | 0        | 3     | 6     | 0        | 8           | .333  | 240   | 57.2     | 44       | 8           | 31       | 5     | 0        | 55       | 6     | 0        | 28    | 27       | 4.21     | 1.30    |

- 2021年度シーズン終了時

### 年度別守備成績
| 年 度 | 球 団 | 投手（P） | 投手（P） | 投手（P） | 投手（P） | 投手（P） | 投手（P） |
| 年 度 | 球 団 | 試 合     | 刺 殺     | 補 殺     | 失 策     | 併 殺     | 守 備 率  |
| ----- | ----- | --------- | --------- | --------- | --------- | --------- | --------- |
| 2019  | SEA   | 44        | 0         | 5         | 2         | 1         | .714      |
| 2020  | SEA   | 5         | 0         | 1         | 0         | 0         | 1.000     |
| MLB   | MLB   | 49        | 0         | 6         | 2         | 1         | .750      |

- 2020年度シーズン終了時

### 背番号
- 65（2019年 - 2020年）
- 66（2021年）
- 23（2024年）